# 黒い聖母像への連禱

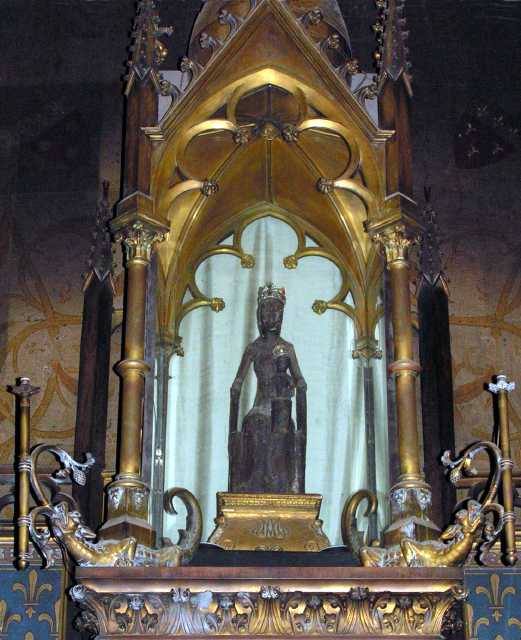
ロカマドゥールの黒い聖母

『黒い聖母像への連禱』（くろいせいぼぞうへのれんとう、フランス語: Litanies à la Vierge Noire）FP82は（『黒衣の聖母像への連禱』、『ロカマドゥールの黒い聖母へのリタニア』などとも表記される）、フランシス・プーランクが1936年に作曲したオルガン伴奏による三声の女声合唱（または児童合唱）によるフランス語の合唱曲である。

## 概要
アンリ・エルによれば「本作は慎み深く、簡潔で、清らかな戸外での祈りであり、プーランクの宗教的作品の中でも際立ったあらゆる美点を備えている。この曲は力強さと輝かしさを優しさに結びつけ、さらに、深い敬意を天性の気高さに結びつけた。即ち、清らかで節度があり、感情的にならず強い意志を持ち、安易さを良しとしなかった。威圧感もなく、大げさな音も出さないオルガンは、ロカマドゥールのハルモニウムに匹敵する役割を果たし、慎み深い響きにより、情熱的で透明な雰囲気を醸し出す」。
プーランクは1936年8月17日の同僚でライバルでもあった作曲家のピエール＝オクターヴ・フェルーの痛ましい自動車事故による死の知らせに衝撃を受け、しばらく無頓着になっていた信仰心を取り戻した。プーランクはピエール・ベルナックとイヴォンヌ・グヴェルネと共にユゼルシュに滞在していた。そこは黒衣の聖母像の聖域である ロカマドゥールの近くであった。そして、プーランクは礼拝堂に聖母像あるロカマドゥールを訪れた。その晩からプーランクは巡礼が唱えていたフランス語のテキストを用い、本作の作曲を始めた。
久野麗は「この作品はプーランクの全宗教曲の中でも、特に優れたものとして評価されている。連禱とは短い先唱句とそれに答える語句で構成され、両者が交互に唱える祈りの一形式である。プーランクの用いた〈連禱〉のテキストは一部に教会の公式祈願〈聖母マリアの連禱〉を含むが、それ以外にも地元ロカマドゥールやフランス固有の聖人が登場し、武勲を唱えるなど、民衆の素朴な祖国愛も詠われた詩で、ラテン語でなくフランス語で書かれている。
『ラルース世界音楽事典』では「この作品はプーランクの最初の宗教曲、且つ彼の作品の中でも例外的なもので、フランス南部ロット県にあるロカマドゥール礼拝堂の黒衣の聖母から受けた〈心への一撃〉によって書かれた。この小さな黒木製の像は、福音書によれば、キリストを見るために木に登らなければならなかったほど小さかったとされるザアカイの作と伝えられている。プーランクは真に謙虚な心から、この驚くべき作品の創作にあたって、ザアカイと自分を同一視することができたと考えて良いだろう。テキストは一般の聖歌と同じ簡素な語法のフランス語で書かれており、そのプロソディは見事である」と評価している。
末吉保雄は「この『連禱』は以後晩年までプーランクが書き続けた一連の曲の宗教的合唱嚆矢 となった。言い換えれば、この後、彼のほとんどすべての作品に、多かれ少なかれ中核となって保持される敬虔な帰依の精神は、この経験に発している」と評している。
本作は1936年11月17日にBBCのコンサートの中で、ナディア・ブーランジェが指揮する合唱団（BBC放送アンサンブル）により、ロンドンで初演された。フランス初演は1937年 5月にリヨンのラモー・ホールでリヨン合唱団が行い、ラジオで生放送された。楽譜は1937年にデュラン社から出版された。
1947年に弦楽オーケストラとティンパニの伴奏による改訂版をプーランク自身が作成している。

## 演奏時間
9分弱